# 王友貞
王友贞（618年—716年），怀州河内县（今河南省沁阳市）人。
父亲王知敬，武则天时担任麟台少监，以隶书书法知名。王友贞年少时，担任司经局正字。母亲病重，医生说吃人肉可以治病。王友贞割股肉给母亲吃。武则天听说，派人到其家查问，特加旌表。王友贞好学，读曾读《九经》百遍，训诲子弟，如同严父。口不言人过，喜欢释家经典，时论以为真君子。长安年间，任长水县令。后罢归田里。唐中宗在东宫，召为司仪郎，没有就任。神龙初年，令所司征为太子中舍人，又以病推辞。于是送他精美食物，以太子中舍人员外置，给全禄终身，四季送到其家，州县存问。唐玄宗在东宫，上表请求以蒲车礼征，王友贞年老，还是以病推辞不至。开元四年，九十九岁去世，赠银青光禄大夫，委派县令吊祭。